# Europäische Lutherische Konferenz
Die Europäische Lutherische Konferenz (European Lutheran Conference) ist ein Zusammenschluss lutherischer Bekenntniskirchen in Europa.

## Mitgliedskirchen
Zur Europäischen Lutherischen Konferenz gehören folgende evangelisch-lutherische Kirchen als Vollmitglieder:
- Selbständige Evangelisch-Lutherische Kirche (SELK) in Deutschland
- Evangelisch-Lutherische Freikirche von Dänemark
- Evangelisch-Lutherische Kirche von England (ELCE)
- Evangelisch-Lutherische Kirche – Synode von Frankreich
- Evangelisch-Lutherische Kirche in Belgien
- Evangelisch-Lutherische Missionsdiözese Norwegen
- Portugiesische Evangelisch-Lutherische Kirche

## Struktur
Leitungsgremium (Amtsperiode 2018–2020):
- Pfarrer Klaus Pahlen (Essen | Selbständige Evangelisch-Lutherische Kirche | Vorsitzender)
- Präses Leif Jensen (Risskov | Evangelisch-Lutherische Freikirche von Dänemark)
- Pfarrer Claudio Flor (London | Evangelisch-Lutherische Kirche von England)